# Windows Live Favorites
Windows Live Favorites（ウィンドウズ ライブ フェイバリッツ）とは、Windows Live ID取得者のみ使えるWindows Liveサービスの1つである。
オンラインブックマークの一種で、ブックマーク（お気に入り）をサーバーで一元的に管理し、自宅・職場・モバイル環境などで共通のブックマークを使えるようになる。
2009年4月14日までで終了し、オンラインストレージサービスのWindows Live SkyDriveに統合された。

## 機能
Windows Live Favorites には、以下のようなサービスがある。
- 任意のコンピュータからお気に入りにアクセスする。

いろいろなコンピュータから、Windows Live Favoritesにアクセスができる。
- 最新のお気に入りを Windows Live Favorites へ簡単にインポートし、すぐに使えるようにする。

ActiveXやを使い、コンピュータに登録された、お気に入りをインポートできる。
- Windows Live Toolbarと連携し、Internet Explorerのお気に入りと同期をとることができる。
- 新しいサイトをシングル クリックで Windows Live Favorites に追加する。

お気に入りページのタイトルや、アドレス、オプション タグを入力し、Windows Live Favoritesに追加できる。
- 自宅のコンピュータ以外の場所からでも新しいリンクを収集し、保存する。

いろいろなコンピュータから、Windows Live Favoritesに追加できる。
- 他にも、お気に入りをスペースに公開・非公開できる。